# 凱瑟尼斯旗
凱瑟尼斯旗（英文：Caithness flag）是英国蘇格蘭凱瑟尼斯的旗幟，2016年在英國旗幟協會注册为當地的官方旗帜。2016年1月26日，皇家紋章大臣约瑟夫·莫罗博士（英文：Dr Joseph Morrow）在凱瑟尼斯維克鎮举行的仪式上为該旗幟揭幕。
凱瑟尼斯旗的底色為黑色，取自著名的凱瑟尼斯石板，令人聯想起當地的地質狀況；旗上有一個藍底金邊的北歐十字圖案，該十字象徵着凱瑟尼斯和維京人的古老淵源，而蓝色與金色则分別影射大海與海灘，突顯了當地的海洋文明；旗幟左上角有一個槳帆船圖案，為凱瑟尼斯的傳統標誌，船帆上有一只乌鸦。

## 另見
- 奧克尼群島旗幟
- 設得蘭群島旗幟
- 蘇格蘭國旗
- 蘇格蘭旗幟列表（英语：List of Scottish flags）